# Cosmos 242
Cosmos 242 (en cirílico, Космос 242) fue un satélite artificial militar soviético perteneciente a la clase de satélites DS (en concreto, era un DS-P1-I) y lanzado el 20 de septiembre de 1968 mediante un cohete Kosmos-2I desde el cosmódromo de Plesetsk.

## Objetivos
Cosmos 242 fue parte de una red de satélites militares utilizados para calibrar y mejorar el sistema de detección antimisiles balísticos soviético. El propósito declarado por la Unión Soviética ante la Organización de las Naciones Unidas en el momento del lanzamiento era realizar "investigaciones de la atmósfera superior y el espacio exterior".

## Características
El satélite tenía una masa de 325 kg, forma dodecaédrica y la alimentación eléctrica era proporcionada por células solares situadas en su superficie. Reentró en la atmósfera el 13 de noviembre de 1968. El satélite fue inyectado en una órbita con un perigeo de 280 km y un apogeo de 440 km, con una inclinación orbital de 71 grados y un período de 91,3 minutos.